# Tamopsis longbottomi
Tamopsis longbottomi är en spindelart som beskrevs av Baehr 1993. Tamopsis longbottomi ingår i släktet Tamopsis och familjen Hersiliidae.
Artens utbredningsområde är Northern Territory, Australien. Inga underarter finns listade i Catalogue of Life.